# Kitman
Kitmān (döljande av "sekretess, hemlighållande") är i islamisk rättsvetenskap (fiqh) en del av Ḥiyal (vetenskapen om bedrägeri eller juridiska knep), och består av konsten att göra tvetydiga uttalanden, betala läpparnas bekännelse till auktoritet samtidigt förbehålla personlig opposition, i ett slags politisk kamouflage eller reservatio mentalis.
Användningen av sådana metoder för att dölja sin religiösa tillhörighet när man anser sig står inför förföljelse eller förtryck kallas taqiyya.